# Franco Burgersdijk
Franco Petri Burgersdijk (originariamente Franck Pieterszoon Burgersdijk, noto in latino come Franciscus Burgersdicius) (De Lier, 3 maggio 1590 – Leida, 19 febbraio 1635) è stato un logico olandese.

## Biografia
Fu un allievo di Gilbertus Jacchaeus (Gilbert Jack). Completò i propri studi all'università di Leida nel 1610 e proseguì con studi di teologia all'Accademia di Saumur, dove diventò professore di filosofia nel 1614. Cinque anni dopo ottenne a Leida la cattedra di logica e filosofia morale e poi di filosofia naturale.

## Opere

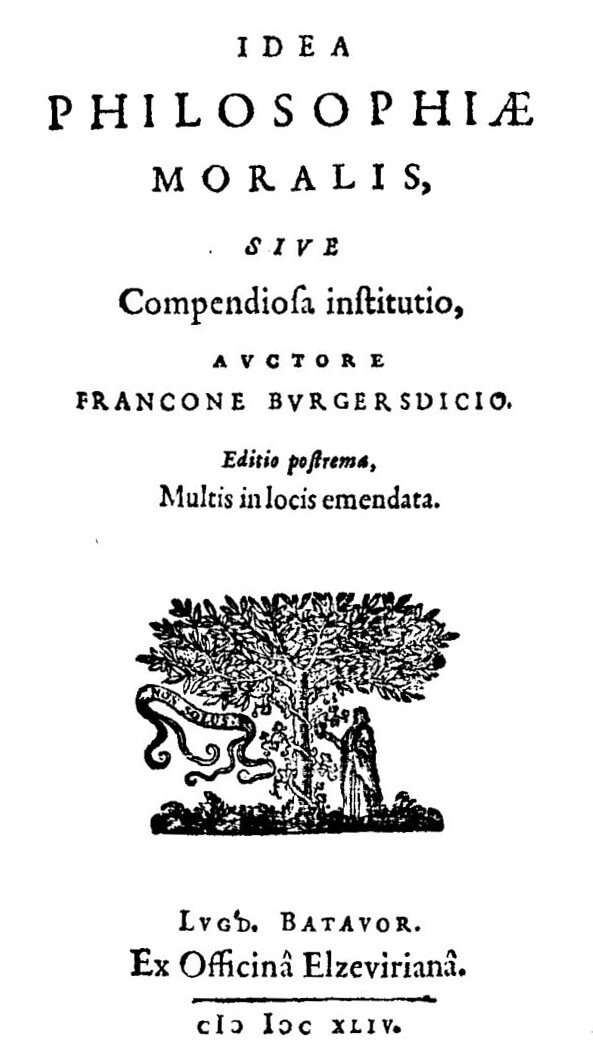
Idea philosophiae moralis, 1644

- (LA) Institutionum logicarum libri duo, Bonaventura Elzevier, Abraham Elzevier, 1626.
- (LA) Idea philosophiae moralis, Bonaventura Elzevier, Abraham Elzevier, 1644.
- (LA) Institutionum metaphysicarum libri duo, Bonaventura Elzevier, Abraham Elzevier, 1647.
- (LA) Idea philosophiae naturalis, sive Methodus definitionum et controversiarum phisicarum, Leiden, Bonaventura Elzevier & Abraham Elzevier, 1652.

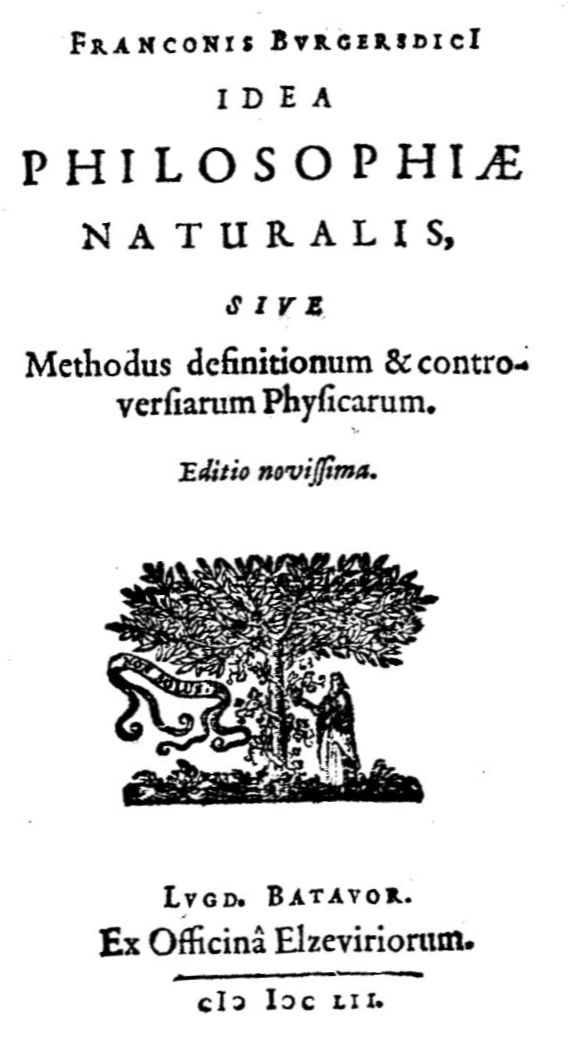
Idea philosophiae naturalis, sive Methodus definitionum et controversiarum phisicarum, 1652